# Tom Jenkins (Lehrer)
Tom Jenkins (* 1797 in Guinea; † 1859 in Mauritius) war 1820 der erste 
schwarze Lehrer an einer Schule im Vereinigten Königreich. 

## Herkunft und Jugend
Jenkins wurde 1797 als Sohn eines örtlichen Stammeshäuptlings an der Küste Guineas geboren. Sein Vater verkaufte Sklaven an britische Händler. Im Alter von sechs Jahren schickte sein Vater Jenkins mit dem schottischen Kapitän James Swanson nach Großbritannien. Seinen Namen erhielt er während der Schiffsreise.
Er verließ Afrika im Januar 1803 auf dem Sklavenschiff Prudence und kam vier Monate später in Liverpool an, von wo aus er in die schottische Stadt Hawick, der Heimat von Kapitän Swanson, weitergeschickt wurde. Wenige Tage nach Eintreffen starb Kapitän Swanson, und Jenkins kam in die Obhut seiner Schwester. Diese lebte in der Nähe von Hawick, in Teviothead (Scottish Borders). Dort lernte er die englische Sprache und den örtlichen Dialekt. Er war ein hervorragender wissbegieriger Schüler.

## Lehrer
Das Presbyterium der Gemeinde berief Jenkins zum ersten Schulmeister in Teviothead. In dem Gebäude einer Schmiede wurde auf Kosten des Duke of Buccleuch und anderen eine Schule eingerichtet.
Jenkins setzte seine Ausbildung fort und studierte neben seiner eigenen Lehrtätigkeit von 1815 bis 1817 Griechisch und Latein an der Universität von Edinburgh. 1818 zog Jenkins nach London. Er schrieb sich am Borough Road College in Southwark, der Lehrerbildungseinrichtung der British and Foreign School Society (BFSS), ein. Im Januar 1821 machte er seinen Abschluss und reiste als Lehrer nach Mauritius. 1823 wurde er ausgewählt, eine neu gegründete kostenlose staatliche Schule in Port Louis zu leiten. In den folgenden 37 Jahren führte er dort neue Lehrmethoden ein, darunter Gesangsunterricht und das Erlernen der kreolischen Sprache.

## Lebensende und Erinnerung

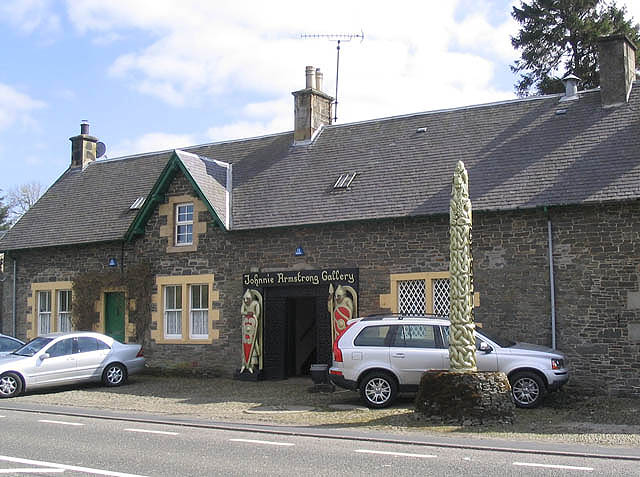
Alte Schmiede in Teviothead

Jenkins kehrte aus der damaligen britischen Kolonie nie mehr nach England, Schottland oder seine afrikanische Heimat zurück. Er blieb Lehrer in Port Louis, wo er im Juni 1859 starb. Er hinterließ seine Ehefrau Augustine Laurencia Jenkins und vier Kinder.
Eine Gedenktafel und ein Relief an der als Schulhaus genutzten alten Schmiede von Teviothead, die die Johnnie Armstrong Gallery beherbergt, erinnert an Jenkins Wirken. In der Galerie finden sich auch Zeichnungen und Abbildungen, die sich mit seinem Leben befassen.